# Elecciones provinciales de Tucumán de 1999
Las elecciones generales de la provincia de Tucumán de 1999 tuvieron lugar el 6 de junio del mencionado año con el objetivo de escoger al Gobernador para el período 1999-2003 y a los 40 miembros de la Legislatura Provincial. Debido al aumento de la pobreza durante la gestión de Antonio Domingo Bussi, se esperaba que las elecciones fueran un duro desafío para su partido, Fuerza Republicana (FR). Su candidato fue el hijo del gobernador saliente, Ricardo Bussi, estando el propio Bussi inhabilitado para la reelección por la constitución provincial. Sus principales oponentes eran Julio Miranda, del Partido Justicialista, apoyado por una pequeña coalición distrital conocida como Frente Fundacional de Tucumán, y Rodolfo Martín Campero, de la Unión Cívica Radical, como candidato de la Alianza para el Trabajo, la Justicia y la Educación.
Las encuestas por boca de urna daban la victoria a Bussi por un diminuto margen. Varios de sus contrincantes, incluyendo Miranda, reconocieron la derrota inicialmente. Sin embargo, durante el escrutinio iniciado el 7 de junio la tendencia dio un viraje repentino en favor de Miranda, hasta que los resultados provisionales lo mostraron ganador por menos del 0.70% de los votos (3.850 sufragios). El resultado oficial mantuvo casi exacta esta cifra, y Miranda ganó las elecciones con 4.205 votos exactos de diferencia con Bussi (36.45% contra 35.77%), en tercer lugar quedó Campero, con el 22.43% de los votos.
En el plano legislativo, el Frente Fundacional obtuvo 20 de los 40 escaños, a uno solo de lograr la mayoría, contra 12 de Fuerza Republicana, 7 de la Alianza y 1 del partido Pueblo Unido.

## Contexto
Tras haberse presentado infructuosamente en 1987 y 1991, Antonio Domingo Bussi, exgobernador de facto durante la última dictadura militar, logró ganar la gobernación tucumana en 1995 por amplio margen ante el descrédito del peronismo y el radicalismo. El naciente bussismo triunfó en las elecciones con una amplia expectativa, pero el gobierno de Bussi rápidamente decepcionó al electorado que lo apoyó. Desde su asunción, Bussi debió hacer frente las acusaciones de peculado por haber omitido en sus declaraciones patrimoniales la posesión de cien mil dólares en el extranjero, acusaciones que rechazó con la polémica frase "no niego ni afirmo". Durante el resto de su período la pobreza se incrementó considerablemente, lo que minó la popularidad del gobernador. El 18 de enero de 1996, estalló un escándalo cuando se descubrió que, por medio de un avión de las Fuerzas Armadas, Bussi literalmente "exportó" a más de 500 desocupados a otras provincias, con el supuesto objetivo de que consiguieran trabajo allí.
Estos incidentes, sumado a un intento de juicio político contra Bussi por parte de la oposición parlamentaria en mayo de 1998 (que en última instancia fracasó), fueron un bache para su partido, Fuerza Republicana, cuyo apoyo decreció en las encuestas. Imposibilitado para presentarse a la reelección, Bussi logró que se nominara como candidato a su hijo, Ricardo, que había nacido en Estados Unidos. El radicalismo y el peronismo tucumano discutieron fundar un Frente Cívico que presentara una sola fórmula contra el bussismo, pero ciertas discrepancias impidieron esta posibilidad, y Miranda y Campero compitieron por separado.
El partido de izquierda Pueblo Unido presentó la candidatura de Gumersindo Manuel Parajón, quien se declaró "antifascista" y acusó a Bussi de ser un asesino y un dictador. Parajón, que había abandonado la UCR antes de fundar Pueblo Unido, culpó a toda la élite política tradicional por el ascenso de Bussi, afirmando que sin la Ley de Punto Final sancionada por el radicalismo en 1986, Bussi no habría podido presentar su candidatura por estar en la cárcel, y sin la mala gestión del peronismo jamás habría ganado las elecciones. Durante la mayor parte de la campaña las encuestas le dieron el 15% de los votos, aunque experimentó un notorio decrecimiento hacia el final por su retórica agresiva.

## Resultados

### Gobernador
|  | 36,45 % |

|  | 35,77 % |

|  | 22,43 % |

|  | 5,06 % |

|  | 0,17 % |

|  | 0,12 % |

|  | 0,01 % |

|  | 97,15 % |

|  | 1,58 % |

|  | 1,27 % |

|  | 100 % |

|  | 76,84 % |

### Legislatura Provincial
En las elecciones legislativas, el triunfo del justicialismo fue mucho más holgado, con un 45% de los sufragios contra el 30% del bussismo y el 20% de la Alianza. Pueblo Unido consiguió consagrar a Parajón como diputado provincial. Aunque el propio Bussi logró ser electo diputado, renunció al cargo antes de asumir debido a las altas probabilidades de que el gobierno entrante lo destituyera y enjuiciara.
|  | 45,15 % |

|  | 30,14 % |

|  | 20,21 % |

|  | 4,25 % |

|  | 0,19 % |

|  | 0,06 % |

|  | 89,30 % |

|  | 10,70 % |

|  | 100 % |

|  | 76,84 % |

## Consecuencias
Al igual que ocurrió con su derrota en 1991, el bussismo, que había celebrado la victoria antes de tiempo, no reconoció los resultados y denunció fraude electoral, tratando de apelar el resultado ante el Poder Judicial, y exigir la apertura de las urnas antes de proclamar al gobernador electo. Del mismo modo, el justicialismo ganador comenzó a hacer exigencias en cuanto a la transición, discutiendo incluso la idea de forzar un traspaso de mando anticipado. Entre los que felicitaron al peronismo se encontraba la cantante Mercedes Sosa, oriunda de Tucumán, que en 1995 había condenado la elección de Bussi y se negó a realizar cualquier interpretación en su provincia natal hasta que el represor dejara la gobernación. Sosa fue invitada a la celebración de la victoria de Miranda, que invitó a todos los dirigentes políticos opuestos al bussismo pertenecieran o no al peronismo.
Tras la victoria justicialista, fuertes protestas se desataron en toda la provincia exigiendo la salida anticipada de Bussi del cargo. Las manifestaciones de todas formas ya ocurrían desde finales de 1998. Durante el último período de gobierno, Bussi fue presionado por el gobierno menemista para aprobar una controvertida ley de ajuste, mientras que los gremios provinciales le exigieron que la vetara. Ante la disyuntiva, Bussi vetó la ley y huyó de la provincia, aunque constitucionalmente continuó ejerciendo el cargo, y buscó una banca como diputado nacional en las elecciones legislativas de octubre sabedor de que el gobierno entrante invalidaría su elección como diputado provincial. A pesar de obtener la banca por un escaso margen, su elección como diputado fue rechazada por la Cámara, por considerar su "participación activa en crímenes de lesa humanidad". La sesión para tratar el impedimento para la juramentación de Bussi, encabezada por la Alianza y apoyada por parte del PJ, sería presidida por Amado Juri, el exgobernador tucumano al que Bussi derrocó en el golpe de 1976. La situación de Bussi permanecería en litigio judicial hasta mucho después de terminado su mandato constitucional, en julio de 2007, cuando el Poder Judicial falló a su favor.
La juramentación de Miranda y ceremonia de traspaso de mando se realizaría el 29 de octubre de 1999. Sin embargo, Miranda rechazó tajantemente recibir los atributos de la gobernación de parte de Bussi. Inicialmente se resolvió que el presidente Carlos Menem, que terminaba su mandato el 10 de diciembre, entregara el mando a Miranda. Sin embargo, Miranda debió asumir el título en ausencia de ambos mandatarios (Bussi y Menem) debido al peligro que suponían las protestas.